# Jovan Perišić
Jovan Perišić (Gornji Vrbljani, 3. listopada 1972.) srpski je pop-folk pjevač.

## Biografija
Rođen je 1972. godine u selu Gornji Vrbljani u Republici Srpskoj. Godine 1991. otišao je u Beograd. Zatim je 1992. godine otišao u Novi Sad gdje je započela njegova glazbena karijera. Godine 1997. snimio je prvi samostalni album Zbogom lažne ljubavi. Njegov drugi album Čovek kafanski je proglašen najboljim folk allbumom 1999. godine u Republici Srpskoj. Iste godine osvojio je i Zlatni Melos kao najbolji folk pjevač Republike Srpske.